# 李士甄
李士甄，河南開封府鄭州滎澤縣人，清朝政治人物，例貢生出身。李玿子。
李士甄曾于1717年接替李可材任嘉定县知县一职，1719年由高其伦接任。